# Simca-Fiat 6 CV
La Simca-Fiat 6 CV est une automobile fabriquée sous licence Fiat par le constructeur pseudo français SAFAF (Société Anonyme Française des Automobiles Fiat) à partir de 1932, puis par SIMCA (Société Industrielle de Mécanique et Carrosserie Automobile, fondée par Fiat) à partir de juillet 1935, qui contribua à la motorisation des classes moyennes du pays.
Directement dérivée de la Fiat 508 Balilla, son succès est à attribuer à une décision très courageuse du constructeur de lancer cette voiture en une période peu faste et surtout à la qualité du travail de ses concepteurs, qui réalisèrent une automobile moyenne avec des prestations de classe supérieure et dont le coût d'utilisation était très modique.

## Historique
Le projet est l'œuvre de différentes figures illustres de ces années comme les ingénieurs : Nebbia, Fessia, Dante Giacosa et Zerbi qui créèrent une voiture de classe mais avec des coûts raisonnables. Le nouveau modèle sera présenté à la Foire de Milan le 12 avril 1932 au cours du Salon de l'automobile.
La fabrication de la voiture a débuté dans l'usine de Levallois le 18 septembre 1932 sous le nom de Fiat française 6 CV F (F pour française). Le modèle a reçu l'agrément des Mines le 20 septembre 1932. La seconde série sera assemblée dans la nouvelle usine Simca de Nanterre à partir du mois de juillet 1935 et sera dénommée sous la marque Simca-Fiat.
Comme la Fiat 508 Balilla, la première version de la Fiat 6 CV F se caractérisait par une boîte de vitesses à trois rapports. Elle était équipée d'un moteur essence Fiat type 108 monté à l'avant, un quatre-cylindres en ligne de 995 cm3 développant 20 ch à 3 400 tr/min, équipée de freins à tambour sur les quatre roues, elle dépassait 80 km/h en vitesse maximale.
Cette première version fut remplacée deux ans plus tard par la seconde série, disposant d'une boîte à quatre vitesses, d'un moteur développant 24 ch et d'une nouvelle carrosserie plus aérodynamique à deux ou quatre portes.
La production en France entre 1932 et 1937 atteint 26 472 exemplaires, un véritable exploit à cette époque.

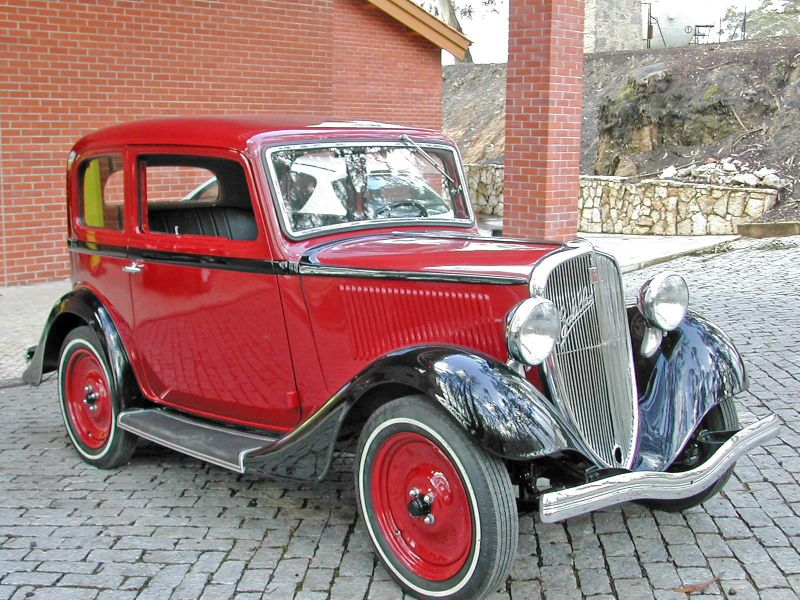
Simca-Fiat 6 CV Balilla 2e série

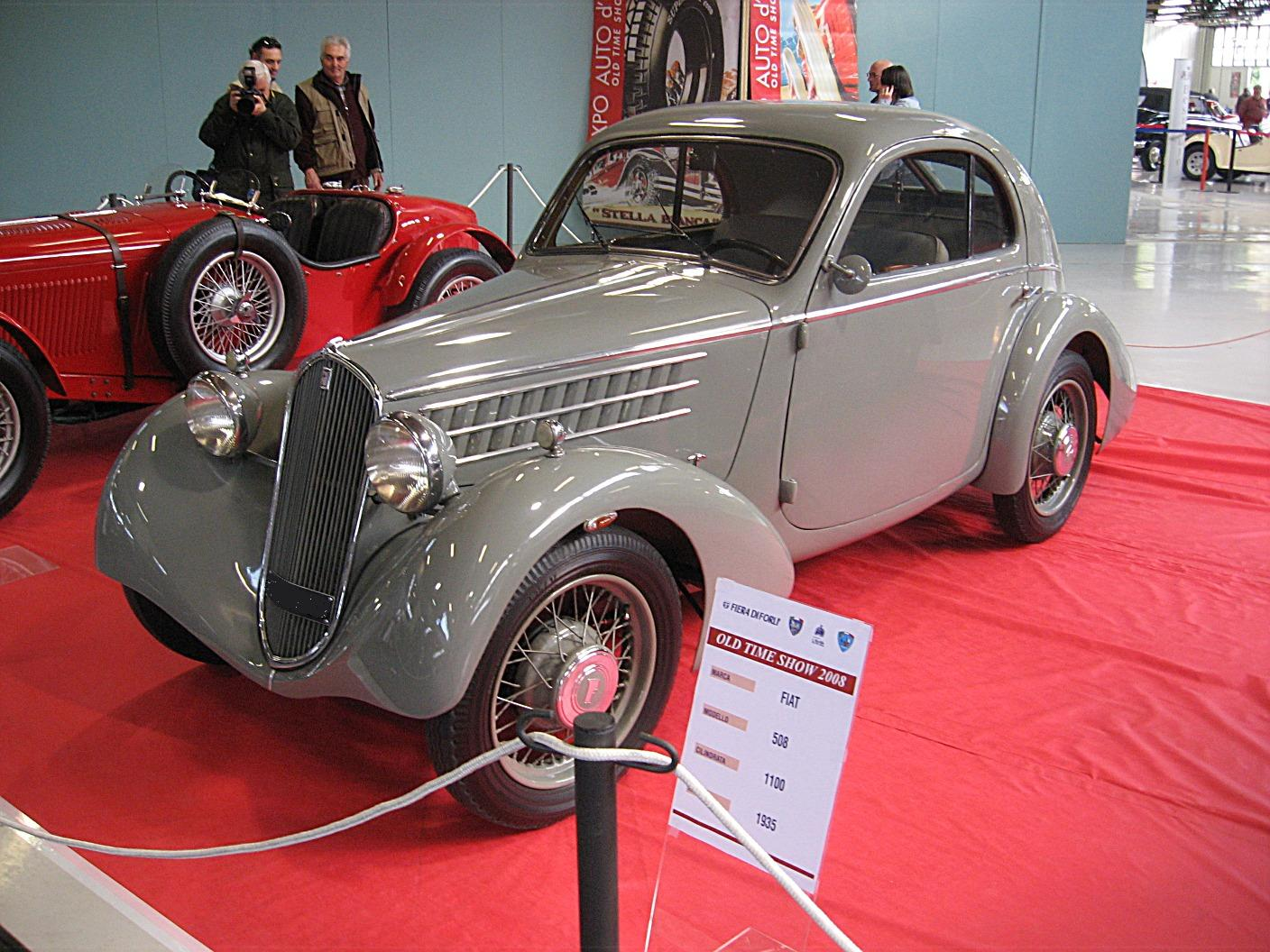
Simca-Fiat 6 CV Balilla Coupé

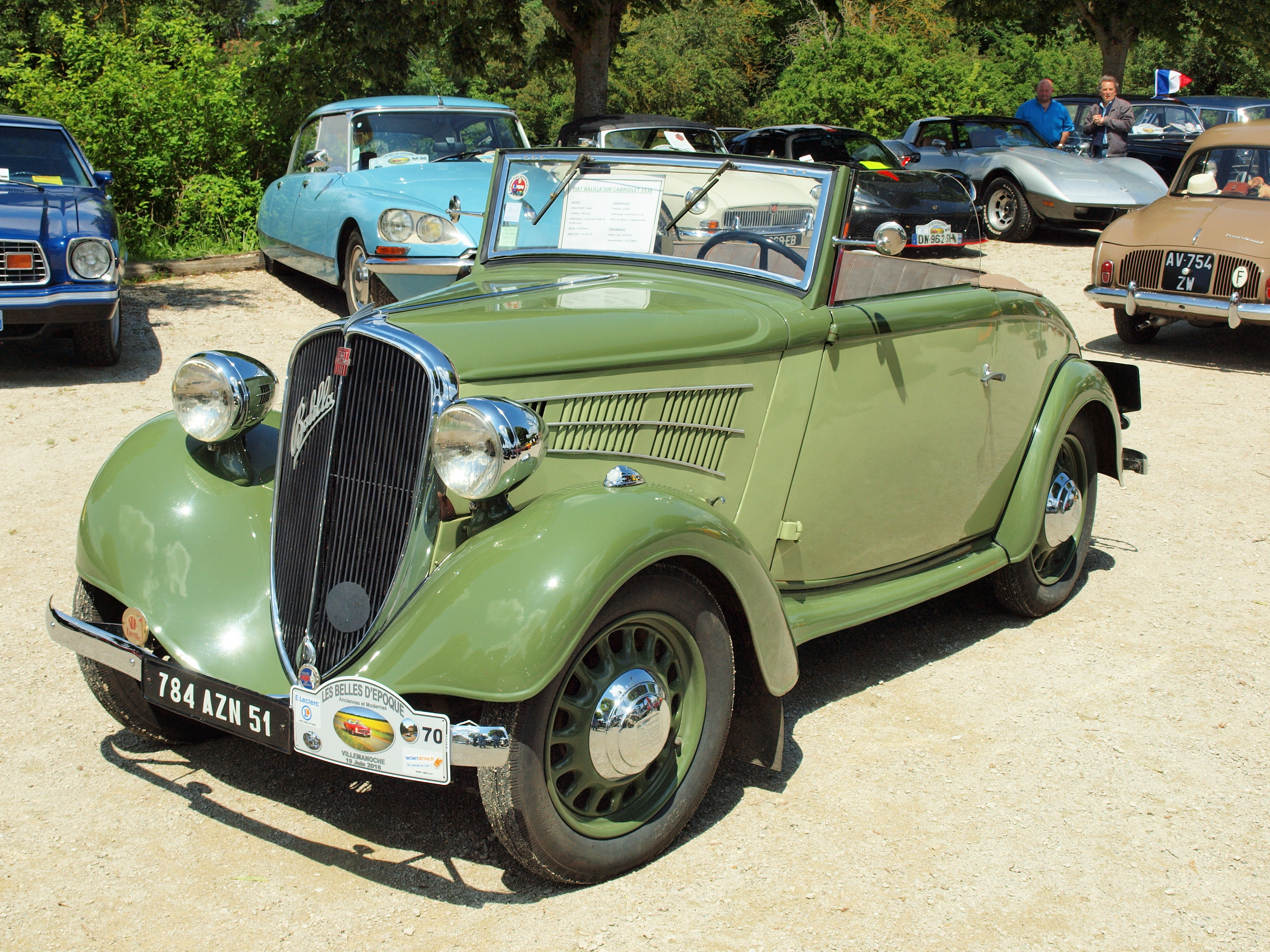
Simca-Fiat 6 CV Balilla Cabriolet (1936)

### La voiture de Gaston?
Il a été dit que la Fiat 508 (version 1) a servi de modèle au dessinateur Franquin pour la voiture de son héros Gaston Lagaffe, dans une version noir et jaune à damiers noirs et blancs. La voiture de Gaston est cependant une Fiat 509.

### Les deux séries et leurs versions
La Simca-Fiat 6 CV fut produite de 1932 à 1937 en deux séries : 
- La première disposait d'une carrosserie traditionnelle, dans la lignée de la Fiat 509 qu'elle remplaçait. Elle disposait d'une boîte de vitesses à trois rapports, ce qui fut son appellation distinctive avec la seconde série.
- La seconde série disposait d'une carrosserie plus aérodynamique et d'une boîte de vitesses à quatre rapports.

Les deux séries ont donné une large gamme qui comprenait les versions : berline, spider, torpédo, militaire coloniale, sport spider et berlinette Mille Miglia. De très nombreux carrossiers, comme c'était la grande mode à l'époque, habillèrent les châssis nus produits par l'usine à leur intention. On peut citer les principaux Garavini, Savio, Balbo, Bertone, Casaro et Ghia.

#### La version camionnette / fourgonnette

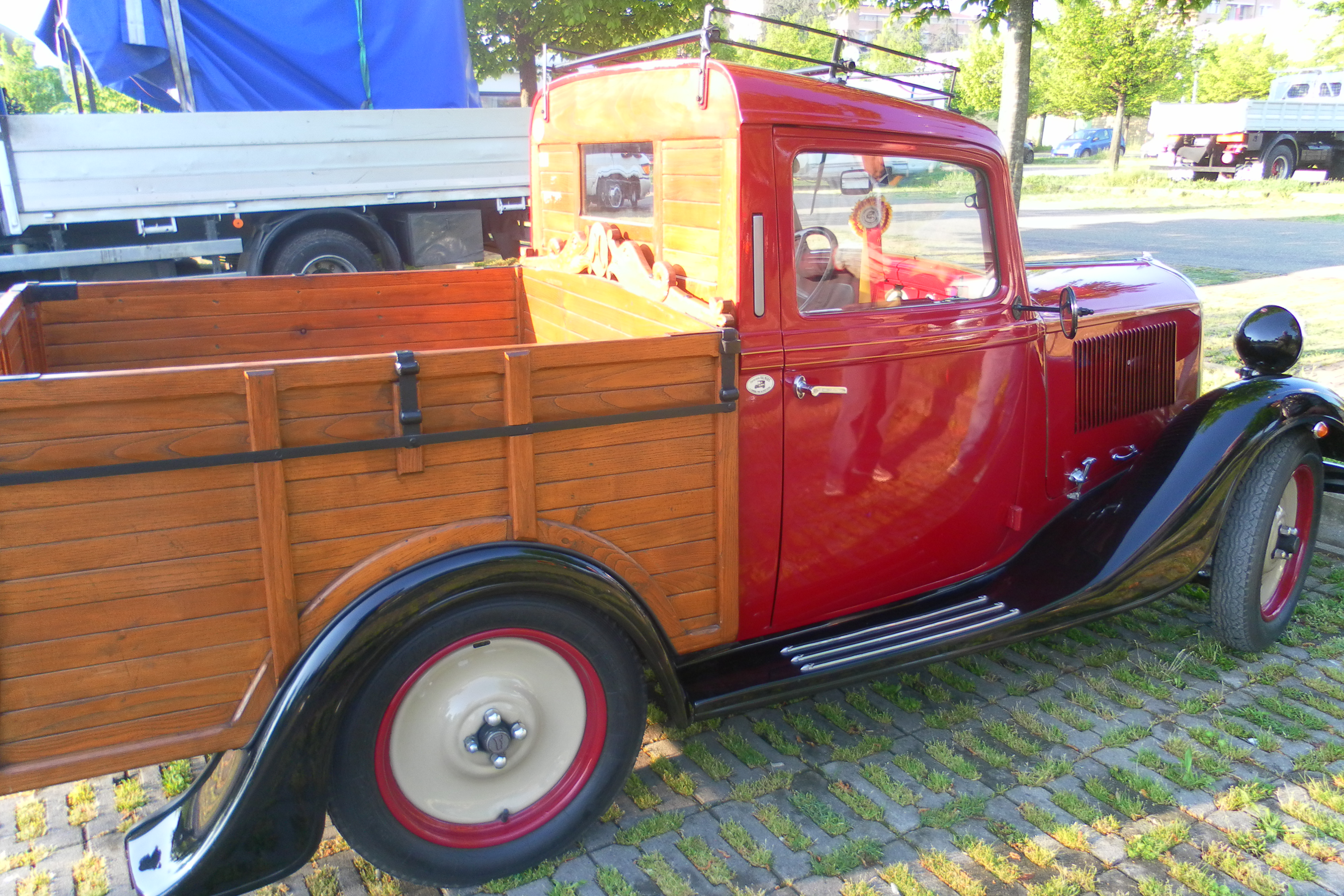
Simca-Fiat 6 CV Camionnette

Dès le début de la fabrication des automobiles Simca-Fiat dans la nouvelle usine de Nanterre le 1er juillet 1935, la gamme 6 CV s'élargit avec une version 6 CV Camionnette et la 6 CV Fourgonnette offrant 300 kg de charge utile.

## La Fiat 508 Balilla à l'étranger
Au vu de la très forte demande et des énormes droits de douane en vigueur dans tous les pays sur les produits importés, la Fiat 508 Balilla fut largement fabriquée sous licence à l'étranger :
- en Pologne sous le nom de Fiat Polski 508 Junak sous trois séries. La fabrication a été interrompue en septembre 1939 par l'invasion nazie. Peu d'informations sur le nombre exact de voitures fabriquées mais il semble que ce soit de l'ordre de plusieurs milliers, entre 6 et 10 000 exemplaires[1].
- en Allemagne sous les noms de FIAT NSU 1000 entre 1934 et 1938 à environ 6 000 exemplaires et FIAT NSU 1100 entre 1938 et 1941 à environ 5 000 exemplaires,
- en France par SAFAF sous licence Fiat sous le label Fiat-Française 6 CV puis par Simca sous le label Simca-Fiat 6 CV FIII, puissance fiscale 6 CV. Les archives confirment une production globale entre le 18 septembre 1932 et 1937 de 26 472 exemplaires.
- en Espagne par Fiat Hispania dans son usine de Madrid. Le nombre n'est pas connu.

La Fiat 508 sera remplacée par la Fiat 1100 présentée en 1939 avec le code projet Fiat 508C. La Simca-Fiat 6 CV sera elle remplace par la Simca 8.

## Caractéristiques techniques
- Moteur : Fiat 108 - 4 cylindres en ligne de 995 cm3
- Rapport de compression : 5,8:1
- Puissance : 20 ch à 3 400 tr/min
- Distribution : soupapes latérales
- Alimentation : un carburateur mono-corps Weber
- Transmission : propulsion, boîte à 3 rapports (1re version), 4 rapports (2e version)
- Carrosserie : acier, 2 portes (1re version), 2 et 4 portes (éde version) - 4 places
- Suspensions : avant et arrière essieu rigide, lames semi elliptiques
- Freins : hydrauliques sur les quatre roues
- pneumatiques : 4,00 x 17
- Réservoir : 26 litres
- Vitesse maxi : 80 km/h

## Production globale
- En Italie :
  - 1re série à 3 vitesses : 41 395 exemplaires,
  - 2e série à 4 vitesses : 71 700 exemplaires,
  - 508C 1100 : 57 000 exemplaires,
  - 1100 de 1939 : 74 000 exemplaires,
  - 1100S : 401 exemplaires,
  - 1100 B/BL : 25 000 exemplaires,
  - 1100 E/EL/ELS : 58 000 exemplaires.
- à l'étranger :
  - en France Fiat Simca 6 CV : 26 472 exemplaires,
  - en Pologne Fiat Polski 508 I/II/III :  production exacte inconnue, entre 6 et 10 000 exemplaires,
  - en Allemagne Fiat-NSU, environ 11 000 exemplaires, chiffre exact non connu.
  - en Espagne Fiat Hispania : chiffre inconnu.